# 马尔拉斯
马尔拉斯（法語：Malras，法語發音：[malʁas] ⓘ）是法国奥德省的一个市镇，属于利穆区。

## 地理
马尔拉斯（43°3'48"N, 2°10'20"E）面积4.22 平方千米，位于法国奧克西塔尼大區奥德省，该省份为法国南部沿海省份，北起塔恩省，西北接上加龙省，西接阿列日省，南至东比利牛斯省，东临地中海，东北与埃罗省接壤。
与马尔拉斯接壤的市镇（或旧市镇、城区）包括：阿雅克、拉迪涅达瓦勒、加雅和维勒迪约、利穆、卢皮亚、波利涅、拉迪涅达蒙。

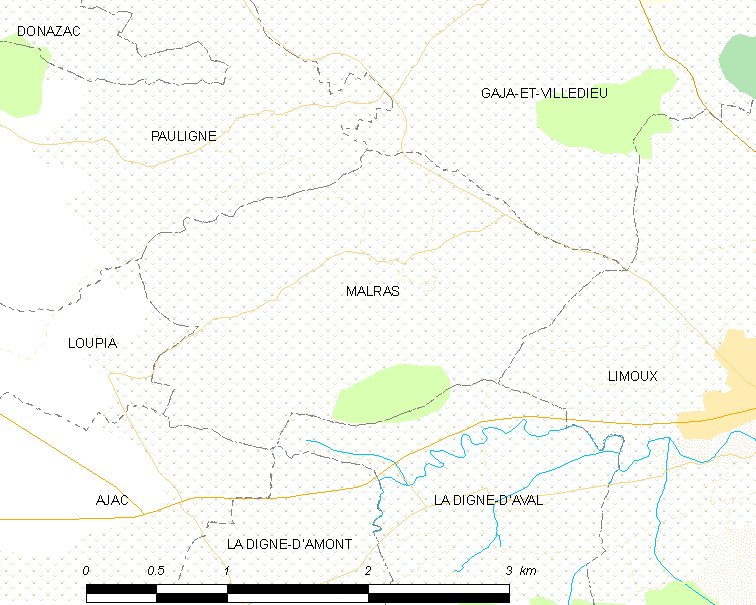
马尔拉斯的OSM定位图

马尔拉斯的时区为UTC+01:00、UTC+02:00（夏令时）。

## 行政
马尔拉斯的邮政编码为11300，INSEE市镇编码为11214。

## 政治
马尔拉斯所属的省级选区为利穆地区县。

## 人口

1962-2008年间马尔拉斯人口变化图示

马尔拉斯于2022年1月1日时的人口数量为437人。